# Lolita de la Colina
Dolores de la Colina Flores (Tampico; 26 de diciembre de 1940), más conocida como Lolita de la Colina, es una locutora, letrista, traductora, productora musical, y cantautora mexicana.

## Biografía

### Primeros años
Nació el 26 de diciembre de 1940, en la ciudad de Tampico, Tamaulipas, México. Hija mayor del locutor de radio Rafael de la Colina y de Eloísa Flores.
Desde muy pequeña encontró su pasión por escribir poemas, y a los once años aprendió a tocar la guitarra.

### Inicios como compositora (1955-1969)
A los 14 años escribió su primera canción, «Qué manera de querer», y tres años después fue grabada por la intérprete cubana Olga Guillot, quien la incluyó en uno de sus discos, ganando un disco de oro en varias partes de Latinoamérica. 
Al mismo tiempo (finales de los años 1950) participó en varios concursos de aficionados en Tamaulipas, especialmente en la estación XEBJ AM en Ciudad Victoria.
Tuvo que dejar Tampico para cumplir sus sueños en la capital del país, Ciudad de México, entre ellos, que le grabaran sus primeras canciones, y uno de esos sueños se cumplió gracias a Guillot, quien a su vez, no solo le grabó el primer tema, sino también la recomendó a la discográfica Musart.

### Su historia en Discos Musart
Lolita fue contratada en Musart por Guillermo Acosta en 1960 primero como letrista exclusiva y traductora para grandes artistas de esa marca, tales como Olga Guillot, Gloria Lasso, Lena y Lola, Ella Laboriel, Manolo Muñoz, Alberto Vázquez, Angélica María, entre otros.
Canciones del inglés, francés e italiano fueron adaptadas al español por Lolita de la Colina, y se convirtieron en un éxito radial. «Amar y ser amada», adaptada por Lolita, e interpretada por Angélica María, fue uno de sus primeros y grandes éxitos. Otro ejemplo es el tema «Yo que no vivo sin ti», canción italiana de los autores Pino Donnagio y Vito Pallavicini, que fue adaptada en español por Lolita de la Colina e interpretada también por Angélica María, convirtiéndose en un gran hit.
Al mismo tiempo (1963 - 1966), poco a poco, sus canciones propias se estaban grabando por estos mismos artistas. Entre estas se encuentran «Un poco de sol», interpretada por Angélica María en 1965, y «Engañame» y «Yo te inventé», grabadas por Alberto Vazquez en 1966. El mismo año Angélica grabó un tema twist de Lolita, con el nombre «Loca por un loco», incluida en el LP La novia de la juventud. Gloria Lasso también grabó en esos años los temas de Lolita para Discos Musart, entre ellas se encontraban «Cuando no te acuerdes de mí», «Hace falta», «Llueve, llueve» y «Es que estás enamorado».

### Primera grabación como cantautora
En 1967, Musart y Guillermo Acosta al necesitar más números para su elenco artístico, Lolita con su guitarra cantó 12 nuevos temas, y le encantaron al señor Acosta que decidió que la misma Lolita grabara sus propios temas.
Los arreglos estuvieron a cargo de Jorge Ortega y Nacho Rosales y se lanzó a la venta en 1968.
En febrero de 1969, Lolita estuvo a punto de grabar su segundo disco para Musart, entre ellas, una canción que se llama «La mujer que te ama». Sin embargo, por una frase, no se le permitió grabarla, pidiéndole que le cambiara la letra o se marcharía de la disquera, y en ese momento, Olga Guillot estuvo presente ahí y le dijo a Lolita que ella la grabaría, a pesar de todo, y la grabó, tuvo que irse de México por la censura de esta canción. Se instaló primero en Miami, Florida, sin imaginar la respuesta de la gente porque la canción La Mujer Que Te Ama se ha convertido en un gran éxito en el Caribe, en la comunidad latina de Estados Unidos y España, todo eso gracias a Olga Guillot.

### Años en Puerto Rico (1970-1978)
En 1970 Lolita se instaló en Puerto Rico, con la intención de vivir ahí un par de semanas. Sin embargo, su estadía se extendió durante ocho años. Sus canciones comenzaron a ser grabadas por varios cantantes puertorriqueños, algunas escritas anteriormente en México y otras que estaba estrenando como «Un amor original», «Perdón» y «Me estoy malgastando», entre otras. Estas tres canciones fueron grabadas por Sophy de Puerto Rico y se convirtieron en un éxito en ese y otros países.
Tiempo después, Lolita fue invitada a participar en varios programas de televisión, como Ella y sus Canciones con Myrta Silva. Al mismo tiempo fue invitada a presentarse en los mejores lugares como el 8 Puertas y La Boheme.
Ahí en Puerto Rico escribió canciones como «Dos Amores», «Se Me Olvidó Que Te Olvidé», «Desde Ayer», «Qué Más Te Puedo Dar», «Me Muero... Me Muero», «Antes Que Me Olvides», «Y Todo Cambió Por Ti», entre otras.

### Regreso a México
En 1974, Lolita recibe la invitación del productor Ernesto Alonso para incluir un tema para la telenovela El Chofer, protagonizada por Jorge Rivero, y se eligió la canción La Copia como tema principal.
Un año después en 1975, fue invitada para participar en la novela Paloma, protagonizada por Ofelia Medina y Andrés García, interpretando algunos temas como «Mitad Mujer, Mitad Gaviota» que años después sería un éxito con Raquel Olmedo, La Copia, grabado por Lolita años atrás en Nueva York, Poca Cosa, que años después fue grabado por Daniela Romo, Antes Que Me Olvides y Tendrás Que Extrañarme, estas dos últimas aún inéditas, Lolita también compuso el tema principal de Paloma, pero al último momento no la incluyeron y eligieron un tema de Roberto Cantoral y cantada por José José llamado «Cada Mañana Que Te Vas». 
En ese mismo año, actúa en diferentes lugares de México, incluyendo en su propia tierra, Tampico Tamaulipas.
En ese lapso de tiempo entre 1975 y 1977, artistas de las Disqueras RCA, Velvet, CBS, Movieplay y otras más empiezan a grabarle muchos más temas como Sin Caballero No Hay Dama, Niño Grande De Cabello Corto, Ni Se Compra Ni Se Vende, Cuando Salgo Al Escenario, y muchos más.
En 1977, Lolita fue contratada por la disquera RCA Victor para grabar una nueva producción en México, contrato que pudo mantener durante 3 años, con los discos Señor Amante en 1978, Que Más Te Puedo Dar  en 1979 y La Mejor Noche De Bodas en 1980, con los temas que en un principio fueron polémicos, sin duda son temas que marcaron un antes y después en la música latinoamericana, por ejemplo Tu Nombre Me Lo Callo, Preguntas, Preguntas, Cada Vez Que Me Desvisto, Dos Personas Diferentes, Como Si Amara Por Primera Vez, Como A Ti Te Gusta, Como Tu, Aquí Estoy Yo, y los temas Si, Te Vi Pasar y Se Me Ve, de la telenovela mexicana Muchacha De Barrio  del año 1979.

### Incursiones en televisión
Sus apariciones en televisión fueron de mucha importancia, ya que estuvo en los mejores programas de México y del mundo, Por ejemplo, en Siempre En Domingo apareció en 2 ocasiones, en Espectacular Domecq apareció en varias ocasiones como presentadora, y como invitada también, sin olvidar su participación en Aquí Está con Verónica Castro, Eco con Talina Fernández y muchos programas más.

## Como compositora
Ha escrito canciones para Manoella Torres, Lupita D'Alessio, Sophy, José José, José Luis Rodríguez «El Puma», Los Abuelos de la Nada, Daniela Romo, Arianna, Stephanie Salas, Raphael, Moncho, Manolo Muñoz, Vikki Carr, Trigo Limpio, Ana Gabriel, Raquel Olmedo, María Dolores Pradera, Olga Guillot, Gloria Lasso, Bebo y Cigala, Emmanuel, Estela Núñez, María Jiménez, Pedro Fernández, Verónica Castro, Manuel Mijares, Lucero, Yuri, Kika Edgar, Roberto Blades, Pepe Aguilar, Chavela Vargas, La Lupe, Marco Antonio Muñiz, Ernesto D'Alessio, Javier Santivañez, Víctor Yturbe el Pirulí, Rocío  Jurado, Los Hispanos, Lila Deneken, José Roberto, Manuel Ascanio, Nelson Ned, Lissette Álvarez, Guadalupe Pineda, Angélica María, Alberto Vázquez, María Martha Serra Lima, Rafael Negrete, y muchos otros cantantes de diferentes estilos musicales.  
En consiguiente los temas son:
Como Tu, Aquí Estoy Yo, Copias, Quédate Conmigo Amor., Te Amo, Un Amante Como Yo, Total, Quien Da Más,Cae La Noche, Me Muero... Me Muero, En Mi Casa Mando Yo, Te Lo Advertí, Punto Y Coma, Ya  No Regreso Contigo, A Ver Si Ahora, Libre Para Amar, Que Miedo Tienes.
Olga Guillot: Me Muero... Me Muero, Que Manera De Querer, Es Que Estas Enamorado, Ya No Siento Celos, Se Me Olvidó Que Te Olvidé, La Mujer Que Te Ama, La Hierba Mala, Quien Da Más.

## Covers en salsa; "La Noche Más Linda"
El cantante Adalberto Santiago, para el álbum Sex Symbol, de 1989, selecciona entre otros, tres temas de Lolita de la Colina: "Me Muero, Me Muero" (con arreglo musical de Isidro Infante), "En Un Cuarto De Hotel" (con arreglo de Sergio George), y "La Noche Más Linda" (con arreglo de Isidro Infante). Este último tema ha sido uno de los más populares en Latinoamérica en el género de la salsa.

## Reconocimientos
Después de varios años de vivir en Puerto Rico y ser la compositora más solicitada en ese país y varias partes de Latinoamérica, en 1978 regresa definitivamente a México  y participa en la final nacional mexicana del Festival OTI como compositora, con la canción Como Tú, interpretada por Lupita D'Alessio, ganando el primer lugar el día 22 de octubre de 1978.
Posteriormente se celebró la edición Internacional, el 2 de diciembre de 1978, donde quedó en el tercer lugar, por debajo de las canciones "Ha Vuelto Ya" de Ernesto Alejandro en la voz de Susy Leman en el segundo Lugar, y "El Amor... Cosa Tan Rara", en la inspiración e interpretación de Denisse de Kalafe en el primer lugar.
También destacan los que ha recibido en televisión y los Heraldos de México, además de múltiples premios de la ACRIM y de la ACCA por su reconocida trayectoria como cantante y compositora. Lolita de la Colina ha conquistado un lugar de honor en el mundo de los compositores consagrados de la música de habla hispana.[cita requerida]
El 18 de octubre de 2014, Lolita de la Colina ingresó al Salón de la Fama de los Compositores en Miami, Florida, y fue galardonada con la Musa Award, cosa que enorgulleció al medio artístico mexicano, al tratarse, además, de la primera mujer mexicana que asciende a tan notable distinción, junto a compositores como el Músico-Poeta Agustín Lara, que de manera póstuma ingresó al Salón de la Fama, junto al argentino Carlos Gardel, el brasileño Antonio Carlos Jobim, la chilena Violeta Parra, el cubano Ernesto Lecuona y el puerrorriqueño Rafael Hernández.
En su inducción, Lolita dio un breve discurso de aceptación ante este gran acontecimiento, agradeciendo a todos su compañía.
El 27 de octubre de 2021, recibió por parte de la Sociedad de Autores y Compositores de México el reconocimiento GRAN MAESTRA por sus más de 60 años de trayectoria musical; convirtiéndola en la primera compositora mujer en obtener dicho galardón. 
El homenaje estuvo acompañado por la cantante mexicana Lupita D'Alessio, Stephanie Salas y la orquesta del maestro Eduardo Magallanes, los cuales amenizaron el evento interpretando éxitos de la compositora.

## Sellos discográficos
En su calidad de cantautora, ha grabado discos para importantes sellos discográficos, como RCA Víctor (hoy Editorial Mexicana de Música, S.A.), Sony Music, IM Music y Melody Internacional, grabaciones que han contado con la participación de destacados arreglistas, como Pocho Pérez, Tito Puentes, Eddie Palmieri, Chucho Ferrer y William Sánchez.

## Discografía
1968: «Lolita de la Colina con las Orquestas de Nacho Rosales y Jorge Ortega»

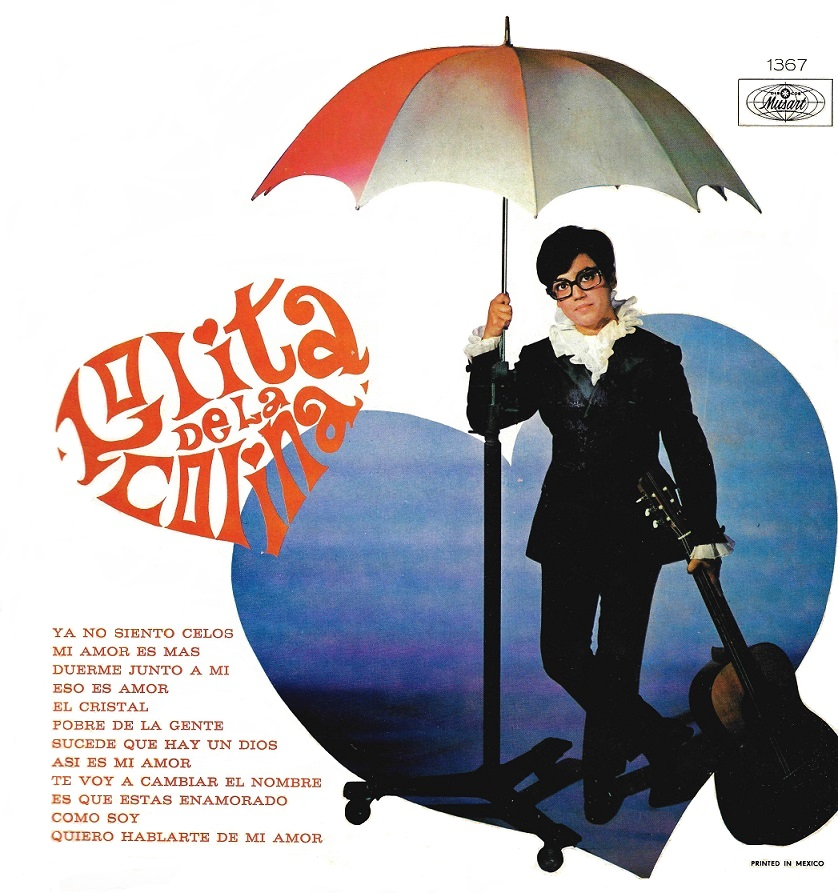
Primer disco de Lolita de la Colina

Primer LP de Lolita con Discos Musart, después de años de versionar temas en otro idioma y con su visión característica del mundo, le dio vida a esos temas en español en esa disquera, así es como recibe su primera oportunidad para grabar este maravillosos disco, todos los temas de la autoría de Lolita.
| Canción                    |
| -------------------------- |
| Sucede que hay un dios     |
| Así es mi amor             |
| Te voy a cambiar el nombre |
| Es que estas enamorado     |
| Como soy                   |
| Quiero hablarte de mi amor |
| Ya no siento celos         |
| Mi amor es más             |
| Duerme junto a mi          |
| Eso es amor                |
| El cristal                 |
| Pobre de la gente          |

1974: «Desde mi cama con amor»

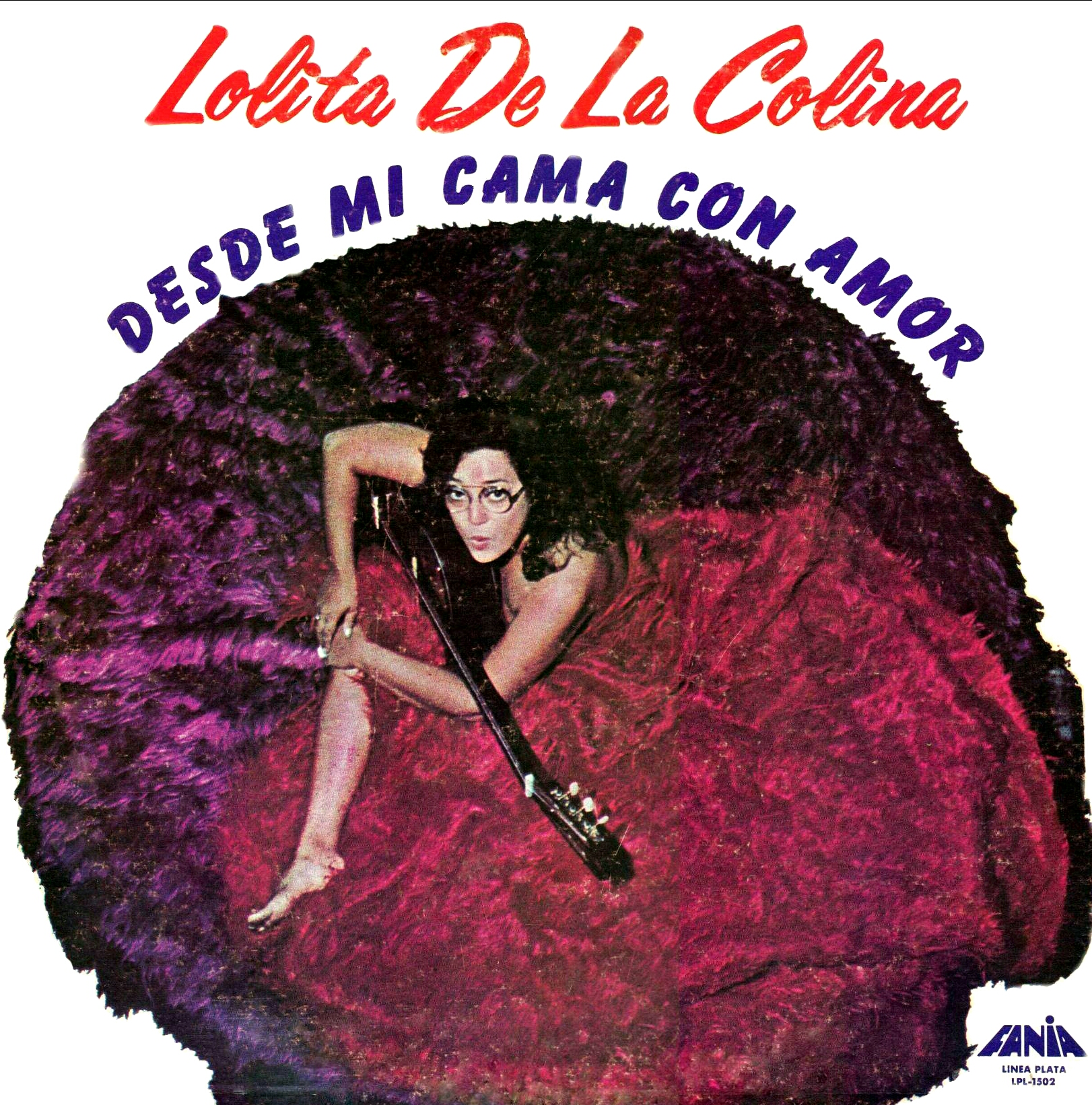
Segundo disco de Lolita de la Colina

Viviendo en Nueva York Lolita de la Colina graba este LP en la disquera Fania, y producida por Tito Puente, Charlie Palmieri y Joe Cain,  temas fuertes y directos, censurado en México por el contenido de sus letras, todos los temas de la inspiración de Lolita de la Colina.
| Canción                         |
| ------------------------------- |
| Dicen que estamos enamorados    |
| Poema de los dos nuevos amantes |
| Me muero...me muero             |
| La copia                        |
| Camas gemelas                   |
| En un cuarto de hotel           |
| Desde ayer                      |
| Cruce la frontera               |
| Una noche por mes               |
| Hoy te vengo a buscar           |

1978: «Lolita de la Colina»
Tercer disco de la tamaulipeca ahora con el sello discográfico RCA Victor, con arreglos y dirección de Mario Patrón y Pocho Pérez, autora de todas las melodías Lolita de la Colina.
| Canción                       |
| ----------------------------- |
| Señor amante                  |
| A pesar de todos los pesares  |
| Porque dices que me amas      |
| Cada vez que me desvisto      |
| La noche más linda del mundo  |
| Preguntas, preguntas          |
| Tómame otra vez               |
| Quiero volver a ser tu amante |
| Caliéntame                    |
| Tu nombre me lo callo         |

1979: «Que más te puedo dar»
Letra y música de todas las canciones Lolita De La Colina con arreglos y dirección de Chucho Ferrer y Pocho Pérez, con la colaboración especial de la gran voz de Jorge Lavat en el tema «Es que estás enamorado», segunda versión de esta canción, incluye también el tema ganador del Festival Oti 78 «Como tú»...continua con la disquera RCA Victor...
| Canción                       |
| ----------------------------- |
| Que más te puedo dar          |
| Como tu                       |
| Es que estas enamorado        |
| Como a ti te gusta            |
| Pienso                        |
| Perdóname mi amor perdóname   |
| Eres dos personas diferentes  |
| Alguien como tu               |
| Mujer de un solo hombre       |
| Como si amara por primera vez |

1980: «La mejor noche de bodas»
Autora y compositora de todos los temas Lolita de la Colina, con arreglos y dirección de Chucho Ferrer y Pocho Pérez, incluye el tema para la telenovela Muchacha de barrio, «Sí, te vi pasar»...
| Canción                 |
| ----------------------- |
| La mejor noche de bodas |
| Dime como               |
| El año entrante         |
| Piénsalo tres veces     |
| Se me ve                |
| Aquí estoy yo           |
| Dile que no             |
| Amor prohibido          |
| Somos tal para cual     |
| Si, te vi pasar         |

1980: «Consígueme»
Lolita de la Colina cambia de compañía discográfica e ingresa a Melody, un LP con arreglos y dirección de Darneill Phershing y las colaboraciones de Joe Quintana y Nacho Gómez, grabado en los Estudios Salty Dug de USA.
| Canción               |
| --------------------- |
| Consígueme            |
| Aquí me tienes        |
| Ahora no              |
| Tu amante de repuesto |
| Te falta saber        |
| Si tu te vas          |
| Después de amarte     |
| Tu dueña              |
| A ratos               |
| Yo vivo con su señor  |

1982: «Usted y yo»

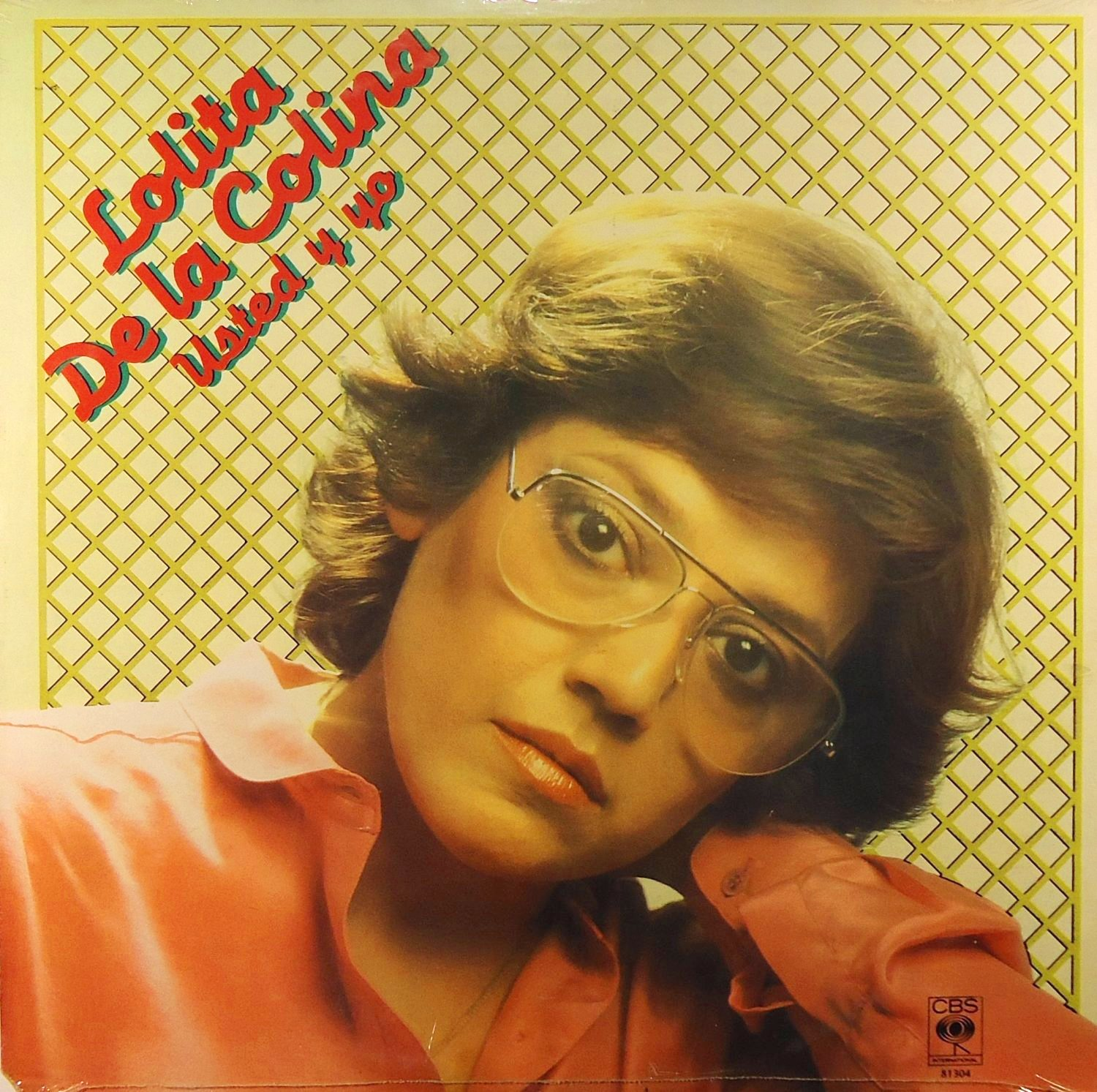
Séptimo Disco de la Cantautora Lolita de la Colina

Con una producción realizada por Rafael Trabuchelli para Discos Gamma y con la inspiración de Lolita de la Colina en todos los temas...   El primer sencillo, con el nombre del disco, se promovió en septiembre de 1982.
| Canción                    |
| -------------------------- |
| Usted y yo                 |
| La única mujer             |
| Gracias amante nuevo       |
| Suma o resta               |
| Hazme el amor              |
| Mentiras                   |
| Amor de hoy                |
| Por ser mujer              |
| Gracias                    |
| Como regalo de aniversario |

1990: «Soy de una nueva clase de mujeres»
Después de participar en televisión en el programa Aquí Está con Veronica Castro en 1989, Lolita decide grabar un nuevo disco, en Miami, grabando 10 temas.
Este trabajo es, hasta ahora su último disco, esta vez para el sello discográfico I.M Music, lanzado en 1990.